# Río Tablillas
El río Tablillas es un río del sur de la península ibérica perteneciente a la cuenca hidrográfica del Guadalquivir, que discurre por el sur de la provincia de Ciudad Real (España). 

## Curso
El Tablillas nace en el valle de Alcudia por la confluencia de arroyos que descienden la sierra de la Umbría de Alcudia, aunque también recibe aportes de arroyos procedentes de la sierra de la Solana de Alcudia. Realiza un recorrido de unos 47 km en sentido oeste-este a lo largo del mencionado valle hasta su desembocadura en el embalse de Tablillas, contiguo al embalse de Montoro I, donde confluye con el río Montoro. 
Aparece descrito en el decimocuarto volumen del Diccionario geográfico-estadístico-histórico de España y sus posesiones de Ultramar de Pascual Madoz con las siguientes palabras:

TABLILLAS: r. en la prov. de Ciudad-Real, part. jud. de Almodovar del Campo: nace en el quinto de Pedromorillo, en el real valle de la Alcudia; sigue su curso al O. hasta que se incorpora al arroyo de la Cabra en el mismo valle (V. Alcudia).
(Madoz, 1849, p. 546)

## Flora y fauna
Son notables sus bosques de ribera de tamujales.